# Configuratiescherm
Het configuratiescherm is een onderdeel van de grafische gebruikersomgeving van het besturingssysteem Microsoft Windows, waarin verschillende instellingen van het systeem kunnen worden gewijzigd. Er kunnen extra opties toegevoegd worden door extensies van derden.
Het configuratiescherm was voor het eerst aanwezig in Windows 1.0. In elke versie werden meer en meer applets toegevoegd. Het programma ziet eruit als een venster van een normale map, maar is een afzonderlijk zelfstandig programma. Het configuratiescherm is toegankelijk via het Startmenu of via Windows Verkenner.
Vanaf Windows XP heeft het configuratiescherm twee weergaven. In de klassieke weergave staat elk onderdeel apart onder een pictogram, in de categorieweergave staan de opties gegroepeerd naar thema.
Vele onderdelen van het configuratiescherm zijn ook individueel toegankelijk. Het is bijvoorbeeld mogelijk om de datum en tijd aan te passen via het configuratiescherm én via een rechtermuisklik op de klok op de taakbalk.